# Пол Рајан
Пол Дејвис Рајан (енгл. Paul Davis Ryan; Џејнсвил, САД, 29. јануар 1970) је амерички политичар и члан Представничког дома САД из Висконсина.
Дипломирао је на Универзитету Мајами у Охају, а током ране политичке каријере радио је као помоћник републиканских политичара Боба Кастена, Сема Браунбека и Џека Кемпа. У Представнички дом САД је први пут изабран 1998. а тренутно је у седмом мандату. Од јануара 2011. обавља функцију председника буџетског одбора Представничког дома.
Дана 11. августа 2012, председнички кандидат Републиканске странке Мит Ромни саопштио је да је изабрао Рајана за потпредседничког кандидата за председничке изборе који ће се одржати 6. новембра 2012.